# 메건 엘리슨
메건 엘리슨(영어: Megan Ellison, 1986년 1월 31일~)은 미국의 영화 프로듀서이며 안나푸르나 픽처스의 설립자이다. 그녀가 제작한 영화 중 가장 잘 알려진 것은 폴 토머스 앤더슨 감독의 《마스터》, 캐스린 비글로 감독의 《제로 다크 서티》, 스파이크 존즈 감독의 《그녀》, 데이비드 O. 러셀 감독의 《아메리칸 허슬》, 베넷 밀러 감독의 《폭스캐처》 등이다. 2014년 타임 100에 선정되었다. 같은 영화 프로듀서이자 스카이댄스 미디어 CEO인 데이비드 엘리슨이 그녀의 오빠이다. 커밍아웃한 레즈비언이다.

## 제작 작품 목록
| 연도 | 제목                  | 원제                         | 감독                       | 비고                                           |
| ---- | --------------------- | ---------------------------- | -------------------------- | ---------------------------------------------- |
| 2010 | 웨이킹 매디슨         | Waking Madison               | 캐서린 브룩스              |                                                |
| 2010 | 메인 스트리트         | Main Street                  | 존 도일                    |                                                |
| 2010 | 패션 플레이           | Passion Play                 | 미치 글레이저              |                                                |
| 2011 | 캐치 44               | Catch .44                    | 에런 하비                  |                                                |
| 2012 | 로우리스: 나쁜 영웅들 | Lawless                      | 존 힐코트                  |                                                |
| 2012 | 마스터                | The Master                   | 폴 토머스 앤더슨           |                                                |
| 2012 | 제로 다크 서티        | Zero Dark Thirty             | 캐스린 비글로              | 아카데미 작품상 후보 영국 아카데미 작품상 후보 |
| 2013 | 그녀                  | Her                          | 스파이크 존즈              | 아카데미 작품상 후보                           |
| 2013 | 아메리칸 허슬         | American Hustle              | 데이비드 O. 러셀           | 아카데미 작품상 후보 영국 아카데미 작품상 후보 |
| 2013 | 일대종사              | The Grandmaster              | 왕가위                     | 홍콩 영화                                      |
| 2014 | 폭스캐처              | Foxcatcher                   | 베넷 밀러                  |                                                |
| 2015 | 조이                  | Joy                          | 데이비드 O. 러셀           |                                                |
| 2016 | 에브리바디 원츠 썸!!  | Everybody Wants Some!!       | 리처드 링클레이터          |                                                |
| 2016 | 소시지 파티           | Sausage Party                | 콘래드 버넌, 그레그 티어넌 |                                                |
| 2016 | 배드 배치             | The Bad Batch                | 애나 릴리 애머푸어         |                                                |
| 2016 | 20세기 여인들         | 20th Century Women           | 마이크 밀스                |                                                |
| 2017 | 디트로이트            | Detroit                      | 캐스린 비글로              |                                                |
| 2017 | 팬텀 스레드           | Phantom Thread               | 폴 토머스 앤더슨           | 아카데미 작품상 후보                           |
| 2018 | 카우보이의 노래       | The Ballad of Buster Scruggs | 코언 형제                  |                                                |
| 2019 | 북스마트              | Booksmart                    | 올리비아 와일드            |                                                |

## 기획 작품 목록

### 영화
| 연도 | 제목        | 원제   | 감독          | 비고 |
| ---- | ----------- | ------ | ------------- | ---- |
| 2019 | 상처의 해석 | Wounds | 바바크 안바리 |      |